# КВ Арена
КВ Арена (чеш. KV Arena) је вишенаменска арена у Карловим Варима, Чешка. У њој се обично играју хокејшке утакмице, али и одржавају концерти. Хокејашки клуб Карлове Вари, који се тренутно такмичи у домаћој лиги, користи ову арену за све његове утакмице. КВ арена је отворена 19. јуна 2009. и била је домаћин неким утакмицама Европског првенства у одбојци које се 2011. одиграло у овој земљи.